# Llista de micronacions
Aquesta és una llista de micronacions que són documentades online o per documentació escrita, i que tenen alguna forma d'interacció amb el món real. Aquestes entitats no estan reconegudes com a estats sobirans.
| Nom oficial                      | Fundació     | Bandera | Comentaris |
| -------------------------------- | ------------ | ------- | --- |
| Akhzivland                       | 1960s        |         | Micronació israeliana fundada per l'excèntric soldat esdevingut pacifista i hippy Eli Avivi. Consisteix en un enclavament costaner, una vila palestina els habitants de la qual fugiren després de la Guerra dels Sis Dies. Akhzivland és tol·lerada per les autoritats israelianes.                                                                                    |
| Aerica                           | 1987         |         | Micronación creada pel canadenc Eric Lis, amb un enfocament humorístic. Reclama part del Canadà i el planeta Mart. |
| Aeterna Lucina                   | 1978 a 1990s |         | Micronació australiana. Reclama territoris australians per a ser independent. Alguns homes de negocis associats a ella foren processats el 1990 per frau immobiliari i bancari, tot i que no pas el fundador. |
| Anguilla                         | 1967-1969    |         | República independent creada a l'illa d'Anguilla al revelar-se els illencs a formar part del territori dependent de Sant Cristòfol-Neus-Anguilla. |
| Aramoana                         | 1980         |         | Petita comunitat de Nova Zelanda autoproclamada independent per a protestar contra la construcció d'una refineria d'alumini en el seu territori. |
| Araucània i la Patagònia         | 1860-1862    |         | També anomenat el Regne de Nova França, fou un estat proclamat per l'advocat i aventurer francès Orélie-Antoine de Tounens a la Patagònia a mitjan segle XIX. Va ser detingut per les autoritats xilenes, que ho ingressen en un manicomi. |
| Asgardia                         | 2016         |         | També coneguda com el Regne Espacial d'Asgardia i Asgardia la Nació Espacial, és una micronació formada per un grup de persones que han llançat un satèl·lit a l'òrbita terrestre i han declarat la sobirania sobre l'espai ocupat i contingut dins d'Asgardia-1. |
| Atlantium                        | 1981         |         | Grup de sobirania global amb base a Sydney. |
| Austenasia                       | 2008         |         | Micronació amb seu al Regne Unit i que opera sota la monarquia constitucional del seu quart emperador, Jonathan I, i comprèn vint-i-quatre propietats que s'han declarat independents en un edifici del districte londinenc de Sutton. |
| Baldònia Exterior                | 1949         |         | Micronació desapareguda que reclamava la sobirania d'aproximadament d'uns 16.000 m2 de l'illa de Tusket Bald Exterior, la meridional de les illes Tusket a l'extrem sud de la província canadenca de Nova Escòcia. |
| Boca                             | 1876-1888    |         | Conflicte laboral que va desembocar en una llarga vaga i que donà peu a que un grup de ciutadans iniciés un moviment separatista de caràcter político-electoral per a reclamar l'autonomia administrativa de La Boca. |
| Bumbunga                         |              |         | Micronació australiana creada per Alec Brackstone i situada en una granja a Bumbunga (Austràlia Meridional) |
| Celestia                         | 1980s        |         | La Nació de l'Espai Celestial (també coneguda com Celestia) és una micronació creada James Thomas Mangan, resident a Evergreen Park (Illinois). Celestia comprenia la totalitat de l'"espai exterior", que Mangan va reclamar en nom de la humanitat per garantir que cap país hi pogués establir una hegemonia política.                                               |
| Christiania                      | 1971         |         | És la «comuna lliure» de Copenhaguen (a l'illa d'Amager, Dinamarca), autogestionària i fundada als terrenys de la caserna de Bådmandsstræde. És una de les poques experiències llibertàries encara actives al nord d'Europa. |
| Conch Republic                   | 1982         |         | Un grup proclamà la independència dels EUA com a protesta pel bloqueig establert per laPatrulla de Frontera dels EUA a la fi dels Keys de Florida. Ha protagonitzat diverses protestes contra el govern dels EUA però la seva existència és un mitjà d'atraure turistes a la zona.                                                                                      |
| Elgaland-Vargaland               | 1992         |         | És un projecte d'art conceptual i micronació concebut i desenvolupat pels artistes suecs Carl Michael von Hausswolff i Leif Elggren l'any 1992. També és conegut per les seves sigles "KREV". |
| Elleore                          | 1944         |         | Micronació fundada per un grup de mestres d'escola com a camp d'estiu a l'illa d'Elleore, Dinamarca. El seu monarca és el Rei Leo III. |
| EnenKio                          | 1994         |         | Reclama l'atol·ló de les illes Wake a les Illes Marshall i ha aconseguit emetre alguns passaports i documents diplomàtics. |
| Estat Lliure de Pictish          | 1990s        |         | 4 km² de l'illa de Skye a Escòcia, fundada per Robbie the Pict. Empra plaques de llicència diplomàtica que la policia britànica es nega a reconèixer. |
| Florida Occidental Britànica     | 2005         |         | Micronació fundada sobre la base d'"una interpretació excèntrica dels esdeveniments històrics reals" en la regió litoral del Golf de Mèxic dels Estats Units. Reclama el territori de la colònia anglesa de la Florida Occidental que va ser subsumida als estats nord-americans de Florida, Alabama, Louisiana i Mississipi.                                           |
| Flandrensis                      | 2008         |         | Micronació creada pel belga Niels Vermeersch, que reclama cinc illes de l'Antàrtida: Siple, Cherry, Maher, Pranke y Carney i que va començar com la paròdia d'un regne medieval; però ha guanyat notorietat com una ONG que lluita contra el canvi climàtic i que defensa la protecció ambiental a l'Antàrtida.                                                         |
| Forvik                           | 1977         |         | Un illot de les Shetland (Escòcia) declarat com a dependència de la Corona per Stuart Hill com a part d'una agenda secessionista de les Shetland. |
| Fredonia                         | 1826–1827    |         | La Rebel·lió Fredoniana fou el primer intent, i de curta durada, dels colons anglesos a Texas per separar-se de Mèxic. Liderats per Haden Edwards, van prendre el control de la ciutat de Nacogdoches i van declarar la República de Fredonia. |
| Freedonia                        | 1992         |         | Micronació basada en principis llibertaris. Va ser creada com un "projecte hipotètic" per un grup d'adolescents als Estats Units l'any 1992. El projecte es va formalitzar com a nou projecte de país l'any 1997, que va incloure intents l'any 2001 d'arrendar territori a Somalilàndia.                                                                               |
| Frestonia                        | 1977–1980s   |         | Els residents de Freston Road a l'oest de Londres van fer una "secessió" del Regne Unit com a Frestonia. Els residents eren okupes, molts dels quals finalment van crear una cooperativa d'habitatge en negociació amb Notting Hill Housing Trust, i incloïen artistes, músics, escriptors, actors i activistes.                                                        |
| Glaciar                          | 2014         |         | Fundada per activistes de Greenpeace a la frontera en disputa entre Xile i Argentina a la regió dels Andes patagons, amb el propòsit de cridar l'atenció sobre la falta de protecció de l'entorn per les glaceres de Xile i com a oposició a projectes miners i industrials al voltant de glacials.                                                                     |
| Hay-on-Wye                       | 1977         |         | El bibliòfil i publicista Richard Booth va concebre un truc publicitari en què va declarar que Hay-on-Wye, una vila gal·lesa, era un "regne independent" amb ell mateix com a monarca. |
| Hualqui                          | 1823         |         | Durant un breu període de 1823 la comuna de Hualqui es va autoproclamar independent de Xile i d'Espanya, a causa de la manca de protecció per part de les autoritats de Concepció contra les guerrilles realistes durant la guerra a mort. |
| Humanity                         | 1878         |         | Dues fantasies filatèliques, ambdues ocupen les Illes Spratly. |
| Illes del Mar del Corall         | 2004         |         | Establert com a protesta política simbòlica per un grup d'activistes defensors dels drets dels homosexuals del sud-est de Queensland (Austràlia), el seu territori coincideix amb el de les Illes del Mar del Corall. |
| Icària                           | 1912         |         | Estat lliure grec format l'17 de juliol del 1912 just després de l'expulsió d'una guarnició otomana de les illes d'Icària i Furni. |
| Islàndia                         | 2018         |         | Micronació incipient que reclama l'illa deshabitada de Coffee Caye al mar Carib davant de la costa de Belize com el seu territori. És el primer intent de crear una micronació amb finançament col·lectiu. |
| Illes Lagoa                      | 2005         |         | Micronació creada per Robert Stephenson, mestre de primària britànic, qui pretenia donar una lliçó magistral als seus alumnes. |
| Illa de Rino                     | 2009         |         | Micronació fundada el 2009, com a protesta contra la constitució xilena. Reclama a Illa Podestá i altresles illes fantasmes de l'oceà Pacífic, i el llogaret de Rebollosa, en Montejo de Tiermes. És coneguda per recolzar activament la independència de Palestina, el Sàhara Occidental i Catalunya.                                                                  |
| Imperi Sagrat de Reunion         | 1996         |         | Micronació fundada com a simulació política brasilenya en línia. |
| República d'Indian Stream        | 1800s        |         | Vila de la frontera enter EUA i el Canadà amb estatut poc clar després del Tractat de París i que es va proclamar independent. La reclamació es va resoldre i ara és Pittsburg, Nou Hampshire. |
| Jamtland                         | 1963         |         | Les Repúbliques Unides de Jamtland, Herjeådalen i Ravund (sovint escurçades a la República de Jamtland) és un projecte o micronació de cultura i màrqueting humorístic, amb elements regionalistes i històrics amb seu al comtat suec de Jämtland. |
| Kniphausen                       | 1810         |         | Baronia en el Ducat d'Oldenburg, la sobirania de la qual fou omesa accidentalment en el tractat de 1810 que entregava Oldenburg a França, i concedia al governador de Kniphausen la venda de drets de navegació. Fou reintegrada en el Gran-Ducat d'Oldenburg el 1855.                                                                                                  |
| Kugelmugel                       | 1984         |         | Una casa en forma de volta construïda per l'artista Edwin Lipburger, qui resideix habitualment al Prater de Viena. |
| Ladònia                          | 1980         |         | Micronació creada per l'artista suec Lars Vilks com a llar d'escultures creades per ell a la reserva natural de Kullaberg al nord-oest de Skåne. |
| Liberland                        | 2015         |         | Oficialment República Lliure de Liberland, és una micronació autoproclamada independent, situada entre Croàcia i Sèrbia, a la riba dreta del Danubi. La proclamació de sobirania fou duta a terme pel txec Vít Jedlička |
| Lovely                           | 2004         |         | Micronació humorística amb base a internet fundada per Danny Wallace com a part de la sèrie de TV de la BBC TV How to Start Your Own Country; reclama el pis del seu creador com a territori sobirà. |
| Lundy                            | 1925-1931    |         | Illa allunyada de la costa oriental d'Anglaterra, que històricament va tenir un status semiindependent (1100-1200) o intentà independitzar-se sota diversos senyors de la guerra. Entre 1925 i 1931 el seu propietari es proclamà rei i va emetre monedes, però no es proclamà independent. Fou tractat com a territori no anglès amb propòsits legals durant un temps. |
| Marlborough                      | 1993         |         | Micronació de curta durada a Austràlia. Un granger declarà la seva granja com a estat independent per tal d'evitar l'evicció per fallida. Fou desallotjat una setmana més tard per la policia i més tard processat. Des d'aleshores ha desistit qualsevol demanda d'idependència.                                                                                       |
| Melchizedek                      | 1986         |         | El Domini de Melchizedek (DoM) és una micronació força coneguda per facilitar el frau bancari a gran escala arreu del món. |
| Minerva                          | 1973         |         | Intent de construir una illa artificial per a construir un nou país a Minerva Reef (sud de les Illes Fiji), però poc després fou annexat per Tonga. |
| Molossia                         | 1977         |         | Micronació fundada per Kevin Baugh en la seva residència rural de Nevada. Funciona de manera paròdica com una dictadura bananera. |
| Morac-Songhrati-Meads            | 1877         |         | Micronació a les illes Spratly establerta pel capità naval britànic James George Meads el 1877. |
| M'Simbati                        | 1959         |         | Micronació fundada el 1959 al Territori de Tanganyika per l'anglès Latham Leslie Moore, a uns 25 km al sud-est de Mtwara. |
| Murrawarri                       | 1959         |         | Micronació que reclama un territori a cavall entre la frontera dels estats australians de Nova Gal·les del Sud i Queensland. El territori és la pàtria tradicional del poble aborigen Murrawarri. |
| Nova Atlàntida                   | 1964-1966    |         | Micronació formada per Leicester Hemingway, germà d'Ernest Hemingway, en una illa de 22 m2 davant de la costa de Jamaica. |
| Nova Utopia                      | 1990s        |         | Micronació basada en principis llibertaris per a ser construïda en plataformes al Mar del Carib. Fou fundada per l'empresari Lazarus Long. La viabilitat del projecte és qüestionable |
| Nova Roma                        | 1998         |         | República internacional de revivalistes romans que diuen ser una nació romana moderna i que tenen l'estructura administrativa de l'antiga República Romana. Nova Roma afirma explícitament que no són una micronació sinó una "civitas" o "res publica"; la seva organització, però, compleix tots els requisits per ser classificada com a tal.                        |
| Nutopia                          | 1973         |         | Presentada com una "nació conceptual" per John Lennon i Yoko Ono el dia d'enganyar, Nutopia no té terra, ni fronteres, ni passaports ni visats; qualsevol que declarés la seva consciència de l'existència de Nutopia se li permetia unir-se. Fou una manera de satirizar els problemes d'immigració de Lennon en aquell moment.                                        |
| Parva Domus                      | 1878         |         | Oficialment com a República de Parva Domus Magna Quies (llatí per "casa petita, gran descans") és una micronació i autoproclamada república amb un objectiu social i recreatiu. Es troba Punta Carretas, un barri costaner del sud de Montevideo. |
| Província del Riu Hutt           | 1970         |         | Una extensa granja d'Austràlia Occidental que se secessionà unilateralment de la Commonwealth i es declarà nació sobirana (Província de Hutt River). Va desaparèixer per la pandèmia de coronavirus. |
| Rainbow Creek                    | 1979         |         | Un granger que es va secessionar de Victoria després que les terres fossin afectades per una inundació, com a protesta per la incompetència de les autoritats locals en la política d'aigües. |
| Redonda                          | 1865         |         | Petita illa deshabitada del Mar del Carib, legalment part d'Antigua i Barbuda. Un comerciant britànic aconseguí que la Reina Victòria li concedís el títol de Rei de Redonda, amb la condició que no es revoltés contra ella. El títol de rei té múltiples reclamants des de 1969.                                                                                      |
| República BjornSocialista        | 2005         |         | Estat proclamat de sis metres quadrats, situat a una pedra que sembla un tractor al llac Immeln, Escània, Suècia. L'estat vol mantenir una política marxista i ha obtingut el reconeixement en els tribunals suecs. El 2007 un matrimoni celebrat al territori de la república fou declarat no culpable pel Tribunal suec.                                              |
| República de l'Illa de les Roses | 1968         |         | Intent d'independitzar una plataforma enmig del mar vora la vila italiana de Rimini. Poc després de proclamada, fou ocupada per les autoritats italianes i destruïda. La història va inspirar una pel·lícula de Netflix. |
| República de Saugeais            | 1947         |         | Localitzada a l'est de França, al departament de Doubs. |
| Sealand                          | 1967         |         | Plataforma de tir construïda fora de les aigües territorials britàniques durant la Segona Guerra Mundial que ha estat proclamat estat independent. Considerada la micronació més potencialment viable. |
| Seborga                          | Antiga       |         | Vila de la regió italiana de Ligúria que ha afirmat amb documentació que mai ha format part del modern estat italià. Ha estat reconeguda per San Marino. |
| Talossa                          | 1979         |         | Micronació fundada com a regne dormitori per Robert Ben Madison, resident de Milwaukee, Wisconsin, qui afirma haver inventat el terme "micronació". Cap el 2005 es va dividir en el "Regne de Talossa" i la "República de Talossa." Té el seu propi idioma inventat. |
| Tavolara                         | 1836         |         | Illa situada a la costa nord-est de Sardenya, reconeguda com a regne per Carles Albert de Sardenya i mai ha estat annexada formalment a Itàlia. |
| Timeria                          | 2003         |         | Micronación fundada en una platja propera a Cartagena (Múrcia), aprofitant un sector amb habitatges abandonats, pertanyent als seus membres. No tenien intencions separatistes, només aspiraven a un govern propi. |
| Waveland                         | 1997-1999    |         | Illot rocallós de l'Atlàntic Nord, conegut com a Rockall. Greenpeace ocupà l'illot un temps fent una crida a la independència, com a protesta per les prospeccions petrolieres a la zona. Oferiren la ciutadania a qualsevol que fes un jurament de suport. El 1999, l'empresa petroliera abandonà el projecte i Rockall fou evacuada.                                  |
| Westarctica                      | 2001         |         | Gran Ducat virtual que reclama una bona part de l'Antàrtic. És coneguda perquè emet monedes. |
| Whangamomona                     | 1989         |         | Vila de Nova Zelanda que va proclamar la seva independència en protesta contra una divisió administrativa. |